# Modletice
Modletice település Csehországban, a Kelet-prágai járásban. Modletice Říčany, Dobřejovice, Nupaky, Herink és Popovičky településekkel határos. Lakosainak száma 634 fő (2024. január 1.).

## Népesség
A település lakosságának változását az alábbi diagram mutatja:
| Lakosok száma | 274  | 264  | 254  | 153  | 236  | 583  | 581  | 574  | 545  | 634  |
|               | 1869 | 1900 | 1921 | 1961 | 1980 | 2011 | 2016 | 2019 | 2021 | 2024 |